# Lepidium flexicaule
Lepidium flexicaule — вид рослин з родини капустяні (Brassicaceae), зростає у Новій Зеландії й на Тасманії. Етимологія: лат. flexus — «кривий, звивистий», i — сполучна голосна, дав.-гр. καυλοϛ — «стебло рослини».

## Опис
Багаторічна трав'яниста рослина. Стебла дерев'янисті біля основи, від розпростертих до лежачих, 10–25(40) см завдовжки, з короткими сосочковими або конічними волосками. Листки м'ясисті, тьмяно-зелені до жовто-зелених. Прикореневі й нижні стеблові листя в'януть при плодоношенні, зверху голі, з сосочками або зубчиками вздовж середньої жилки внизу і на краях, плямисті, зворотнояйцювато-зворотноланцетні, 5–7 × 1.5–2.5 см, перисті в 1–3 пари, тупо чи округло зубчасті на верхівці та дистально. Стеблові листки зворотнояйцюваті, зворотноланцетні чи лопатоподібні, від тупо зубчастих до округло зубчастих дистально, 10–25(30) × 5–10 мм, зверху голі, знизу від рідко до густо до волосистих. Суцвіття — китиці, довжиною 15–40(50) мм; квітконоси голі або рідко волосисті. Квітки діаметром ≈ 2 мм. Чашолистки голі або рідко волосисті, зелені з тонкоперетинчастими краями, ≈ 1 × 1 мм. Пелюстки білі, приблизно рівні чашолисткам, висхідні, від вузько-зворотнояйцюватих до вузько-довгастих, цілі й округлі на верхівці. Тичинок 2. Стручки від широко-еліптичних до широко-яйцюватих, (3.2)3.5–3.8 × 2.2–2.5(2.8) мм. Насіння широкояйцювате, буре, не крилате, 1.6–2 мм, клейке коли мокре.
Цвітіння: листопад – січень (березень); плодоношення: грудень – березень (травень).

## Поширення
Зростає у Новій Зеландії й на західному узбережжі Тасманії, Австралія.
Прибережний вид, як правило, зростає на прибережних дернинах, але також на степових скелях, відслоненнях, узліссях, обривах скель і серед валунів; часто, але не завжди в поєднанні з місцями гніздування або нічного спочинку морських птахів.

## Загрози й охорона
Втрата середовища проживання через посягання бур'янів і розвиток інфраструктури; сприйнятливий до багатьох шкідників та хвороб, наприклад, капустяного білого метелика, попелиць, равликів, білої іржі та молі капустяної.
Вид має новозеландський природоохоронний статус NT.